# Liste der Kulturgüter in Vernayaz
Die Liste der Kulturgüter in Vernayaz enthält alle Objekte in der Gemeinde Vernayaz im Kanton Wallis, die gemäss der Haager Konvention zum Schutz von Kulturgut bei bewaffneten Konflikten, dem Bundesgesetz vom 20. Juni 2014 über den Schutz der Kulturgüter bei bewaffneten Konflikten sowie der Verordnung vom 29. Oktober 2014 über den Schutz der Kulturgüter bei bewaffneten Konflikten unter Schutz stehen.
Objekte der Kategorie A sind im Gemeindegebiet nicht ausgewiesen, Objekte der Kategorie B sind vollständig in der Liste enthalten, Objekte der Kategorie C fehlen zurzeit (Stand: 1. Januar 2023).

## Kulturgüter
| Foto |                                                                               | Objekt                                                     | Kat. | Typ | Standort                         | Beschreibung                                                            |
| ---- | ----------------------------------------------------------------------------- | ---------------------------------------------------------- | ---- | --- | -------------------------------- | ----------------------------------------------------------------------- |
| ja   | Datei hochladen · Wikidata zu Brücke von Dorénaz - Teil Vernayaz (Q133832030) | Brücke von Dorénaz / Pont de Dorénaz KGS-Nr.: 16931        | A    | G   | Route de Dorénaz 569603 / 110212 | Das Objekt liegt zur Hälfte auf dem Gemeindegebiet Dorénaz (Nr. 16390). |
| ja   | Datei hochladen · Wikidata zu Brücke über den Trient (Q678499)                | Brücke über den Trient / Pont sur le Trient KGS-Nr.: 07167 | B    | G   | Gueuroz 569190 / 108687          |                                                                         |